# ABN 뉴스
《ABN 뉴스》는 경기도 성남 지역의 케이블 방송사인 아름방송의 대표 뉴스 프로그램이다.

## 방송시간
- 매일 오전 10시
- 매일 낮 12시
- 매일 오후 2시
- 매일 오후 4시
- 매일 오후 6시
- 매일 저녁 8시
- 매일 밤 10시
- 매일 밤 12시
- 매일 새벽 2시
- 매일 새벽 4시
- 매일 아침 6시
- 매일 아침 8시

## 진행자
- 고희진 아나운서

## 역대 진행자
- 조서연 아나운서
- 원미연 아나운서
- 강은정 아나운서
- 전석훈 기자

## ABN의 다른 뉴스프로그램
- ABN 뉴스와이드
- ABN 뉴스현장
- ABN 주말종합뉴스
- ABN 뉴스위크

## 같이 보기
- ABN